# Paul Pellet

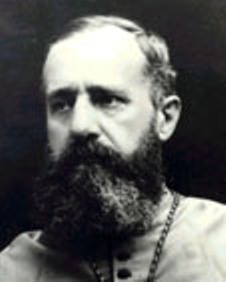
Paul Pellet

Paul Pellet SMA (* 14. November 1859 in Sainte-Anne-sur-Gervonde; † 11. März 1914 in Lyon) war ein französischer Ordensgeistlicher. Von 1907 bis 1914 war er Generalsuperior der Gesellschaft der Afrikamissionen.

## Leben
Paul Pellet schrieb sich 1874 im Priesterseminar des Bistums Grenoble ein, trat 1880 der Gesellschaft der Afrikamissionen bei und empfing am 19. Mai 1883 die Priesterweihe. Nachdem er sich zunächst im irischen Cork aufhielt, um seine Englischkenntnisse zu verbessern, ging er noch 1883 ins heutige Nigeria, um im Apostolischen Vikariat Costa di Benin zu arbeiten. Dort wurde er 1891 Generalvikar.
Papst Leo XIII. ernannte den bei der einheimischen Bevölkerung sehr beliebten Pellet am 15. Juli 1895 zum Apostolischen Vikar von Costa di Benin und zum Titularbischof von Rhithymna. Die Bischofsweihe spendete ihm am 25. August desselben Jahres Pierre-Hector Couillié, Erzbischof von Lyon. Mitkonsekratoren waren Jules-François Philippe, Koadjutorbischof von Visakhapatnam, und Pierre-Marie Belmont, Bischof von Clermont. 1901 reiste er nach Mexiko, um Geld für die Missionsarbeit und das Seminar in Lagos zu sammeln. Im Juni 1902 legte Pellet sein Amt nieder, um Stellvertreter des langjährigen Generalsuperiors der Afrikamissionare Augustin Planque zu werden. Nach dessen Tod am 21. August 1907 wurde Pellets Wahl zum Nachfolger am 9. September desselben Jahres von Papst Pius X. bestätigt. Nachdem er 1913 wiedergewählt wurde, erlag er im Folgejahr den Nachwirkungen einer Operation. Er wurde in der Kirche seiner Heimatstadt Sainte-Anne-sur-Gervonde beigesetzt.